# Phyllometra teneraria
Phyllometra teneraria là một loài bướm đêm trong họ Geometridae.